# روبرت غريفيث
روبرت غريفيث (بالإنجليزية: Robert Griffith)‏ هو لاعب كرة قدم أمريكية أمريكي، ولد في 30 نوفمبر 1970 في Lanham, Maryland ‏ في الولايات المتحدة.

## وصلات خارجية
- روبرت غريفيث على موقع مرجع كرة القدم المحترفة.كوم (الإنجليزية)